# 广布道尔基
广布道尔基（1926年—），笔名广道，男，蒙古族，内蒙古哲里木盟人，中国电影导演，曾任中国电影家协会理事。